# Figulus yujii
Figulus yujii là một loài bọ cánh cứng trong họ Lucanidae. Loài này được Fujita mô tả khoa học năm 1994.